# تشارلز أ. هيل
تشارلز أ. هيل هو محامي وسياسي أمريكي، ولد في 23 أغسطس 1833 في Truxton, New York ‏ في الولايات المتحدة، وتوفي في 29 مايو 1902 في جوليت في الولايات المتحدة. نشط حزبياً في الحزب الجمهوري. وقد انتخب عضو مجلس النواب الأمريكي ‏.